# Ojo de Agua, Motozintla
Ojo de Agua är en ort i Mexiko.   Den ligger i kommunen Motozintla och delstaten Chiapas, i den sydöstra delen av landet, 900 km sydost om huvudstaden Mexico City. Ojo de Agua ligger 2 138 meter över havet och antalet invånare är 202.
Terrängen runt Ojo de Agua är kuperad åt sydost, men åt nordväst är den bergig. Runt Ojo de Agua är det ganska tätbefolkat, med 78 invånare per kvadratkilometer. Närmaste större samhälle är Motozintla de Mendoza, 12,5 km öster om Ojo de Agua. I omgivningarna runt Ojo de Agua växer i huvudsak städsegrön lövskog.